# Henhenet
Henhenet va ser una reina consort egípcia, esposa del faraó Mentuhotep II de l'XI dinastia. La seva tomba (anomenada tècnicament DBXI.11) i una petita capella decorada es van trobar al complex de temples Deir el-Bahari del seu marit, darrere de l'edifici principal, juntament amb les tombes de cinc altres dones, Aixait, Kawit, Kemsit, Sadeh i Maiet. La majoria eren sacerdotesses d'Athor, per la qual cosa és possible que fossin enterrades allà com a part del culte a la deessa, tot i que també és possible que fossin filles de nobles que el rei volia tenir-ne'n la guàrdia. 
A diferència dels sarcòfags de les altres reines, el seu no tenia decoració tret d'una sola línia d'inscripció a banda i banda. Avui en dia la seva mòmia es troba al Museu d'Antiguitats egípcies del Caire; el seu sarcòfag es troba al Museu Metropolità de Nova York. Els seus títols eren: Esposa Estimada del Rei (ḥmt-nỉswt mrỉỉ.t=f), Ornament del Rei (ẖkr.t-nỉswt), Únic Ornament del Rei (ẖkr.t-nỉswt wˁtỉ.t) i Sacerdotessa d'Athor (ḥm.t- nṯr ḥwt-ḥrw).
La seva mòmia demostra que va morir en el part.